# Marea Molucelor

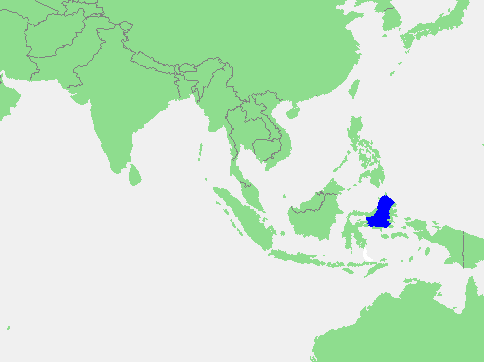
Localizarea Mării Molucelor

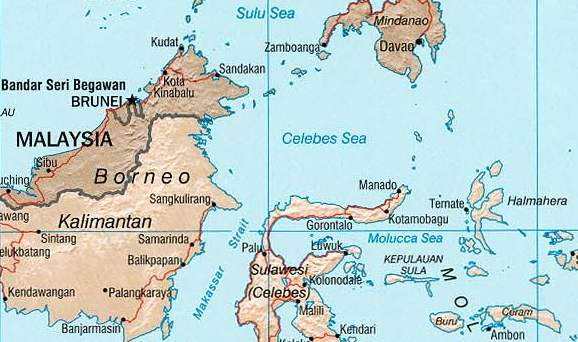

Marea Molucelor, o mare a Oceanului Pacific dintre continentele australian și asiatic, se întinde între insulele Sulawesi (Celebes) la vest, Sula la sud și Halmahera la est. La extremitatea sa estică, se află alte insule din grupul nordic al arhipelagului Moluce. Ele sunt parte integrantă a statului indonezian de care aparțin și insulele sudice ale arhipelagului, în ciuda eforturilor intense depuse pentru câștigarea independenței.